# 阿罗哈航空
阿罗哈航空公司（英文：Aloha Airlines，IATA代碼：AQ, ICAO代碼：AAH, 呼号：Aloha）是一家总部设在美国夏威夷檀香山的航空公司。它在夏威夷群岛内拥有众多的航线，还有许多夏威夷和美国西海岸之间的航线。它的主要基地是檀香山国际机场。

## 历史
2008年3月20日，阿羅哈航空公司因為抵受不住激烈的市場競爭和燃油價格持續上升的壓力，向夏威夷法院第二次申請破產保護。3月30日，由於找不到適合的買家，宣布在3月31日後停止提供所有客運服務。

## 意外事件
1988年4月28日，一架阿羅哈航空的波音737-200型客機在飛往檀香山國際機場途中發生爆裂性失壓事故，導致約頭等艙部位的上半部外殼完全破損，機上一名機組人員墜海失蹤，飛機最後奇蹟地安全迫降茂宜島的卡富魯伊機場。

## 通航城市
阿罗哈航空公司可通达下列城市（截至2008年3月）：
- 加利福尼亚州
  - 奥克兰国际机场 (美国)
  - 圣塔安那約翰·韋恩機場
  - 圣迭戈国际机场
  - 薩克拉門托國際機場
- 夏威夷州
  - 希洛國際機場（夏威夷岛）
  - 科纳（夏威夷岛）
  - 檀香山國際機場（瓦胡岛）
  - 卡富魯伊機場（茂宜岛）
  - 里呼依（考艾岛）
- 内华达州
  - 拉斯维加斯麥卡倫國際機場
  - 里诺

## 机队

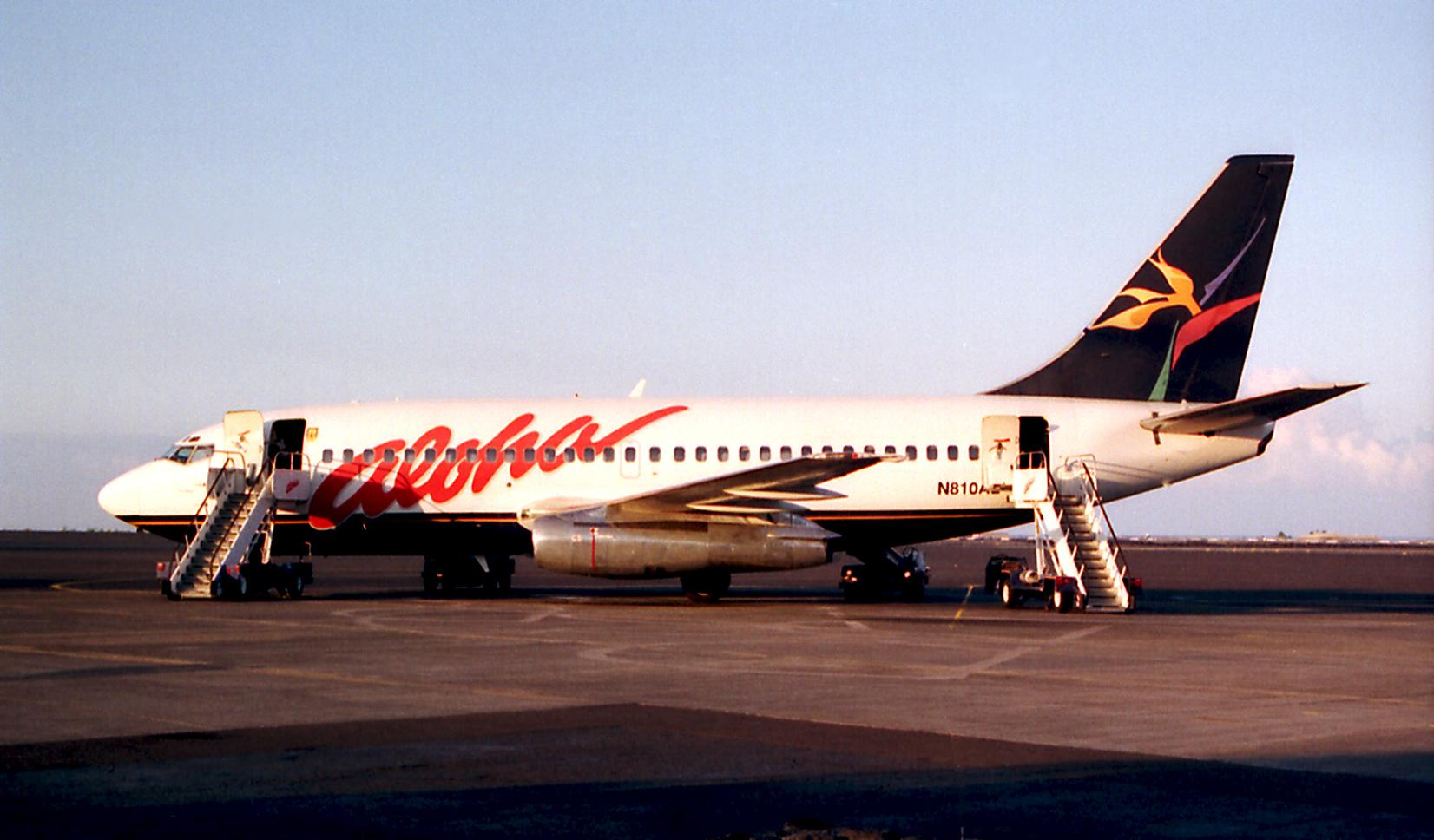
阿罗哈航空公司的波音737-200

阿罗哈航空公司机队组成如下（截至2008年3月）:
- 10架波音737-200
- 3架波音737-200C货机
- 8架波音737-700
- 1架波音737-800（從TransAvia租借）